# Lederanemone
Die Lederanemone (Radianthus crispa, Synonym: Heteractis crispa) ist eine Seeanemone aus den tropischen Korallenriffen des Indopazifik und des Roten Meeres.

## Merkmale
Lederanemonen haben einen ledrigen grauen, im unteren Teil gelb gefleckten Körper, der mit klebrigen Warzen bedeckt ist. Die Mundscheibe ist grau, braunviolett oder hellgrün. Die zahlreichen Tentakel (maximal 800) werden bis zu zehn Zentimeter lang, sind oft gewunden und verjüngen sich zu den malvenfarbenen, blauen, seltener gelben oder grünen Spitzen. Ihre Mundscheibe erreicht meist einen Durchmesser von 20 Zentimeter, kann aber bis zu einem halben Meter groß werden. Sie leben vor allem auf Sediment, seltener direkt im Korallenriff, graben ihren Fuß tief in den Sand ein und ziehen sich bei Gefahr vollständig in das Substrat zurück. Lederanemonen leben mit Zooxanthellen in Symbiose, von denen sie einen Teil der Nährstoffe bekommen, die sie brauchen. 
Lederanemonen sind Symbioseanemonen und wichtige Symbiosepartner der Anemonenfische. Insgesamt 14 Arten der Anemonenfische und in seiner Jugend auch der Dreifleck-Preußenfisch (Dascyllus trimaculatus) akzeptieren sie als Partner. Ist kein Fisch als Symbiosepartner vorhanden, sind die Tentakel oft verkürzt.
Im Meerwasseraquarium ist die Lederanemone nur schwer zu halten. 

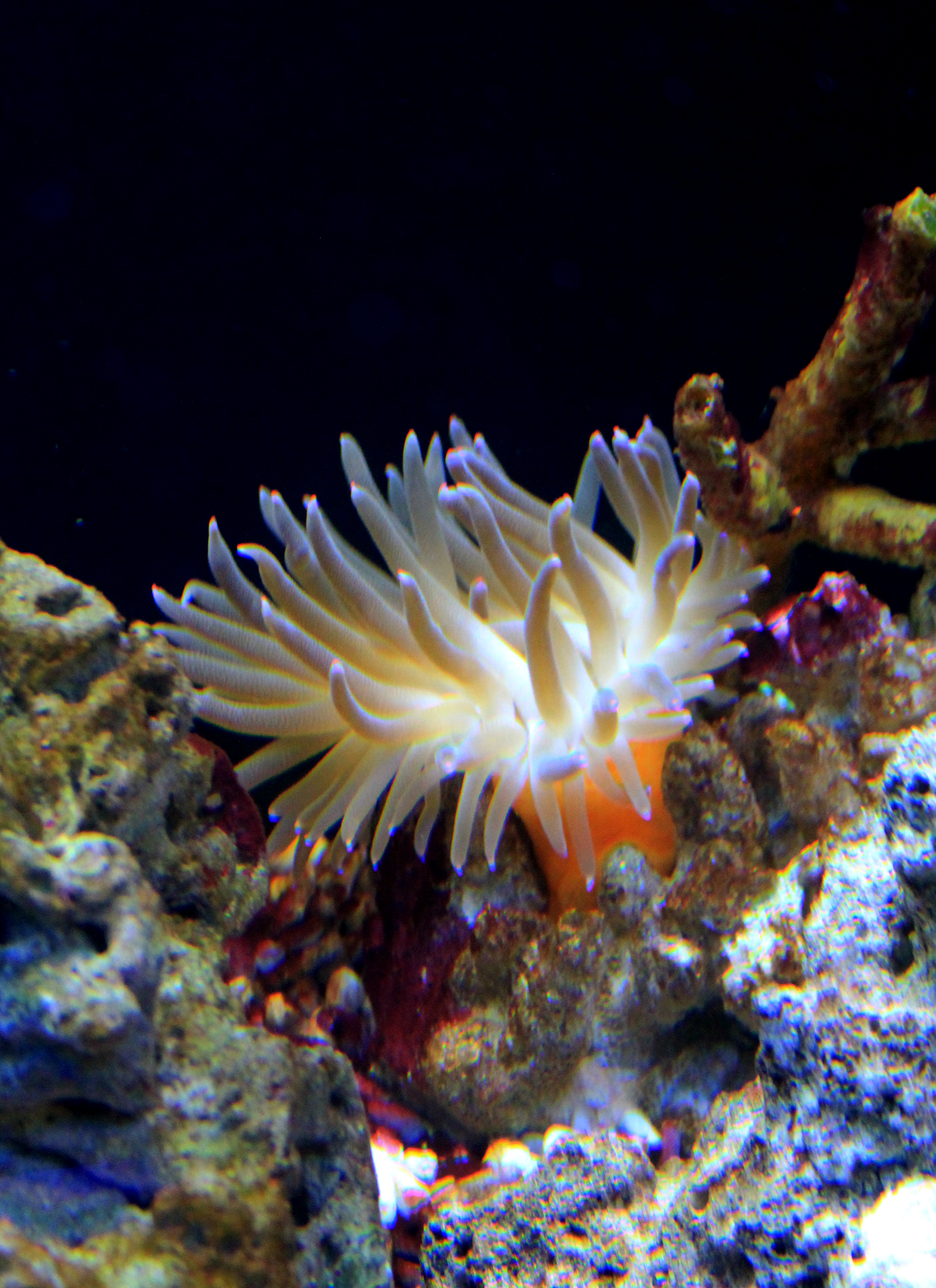
In Prague sea aquarium